# Montemor-o-Novo
Montemor-o-Novo (portugisiskt uttal: [mõtɨˈmɔɾ u ˈnovu]
 ( lyssna)) är en stad och kommun i regionen Alentejo i södra Portugal. Montemor-o-Novo hade 18 578 invånare 
år 2001).
Kommunen har 17 437 invånare (2020) och en yta på 1 233,00 km². Den ingår i distriktet Évora och är också en del av underregionen Alentejo Central.

## Indelning
Montemor-o-Novo indelas i sju freguesias (kommundelar).
- Cabrela
- Ciborro
- Cortiçadas de Lavre e Lavre
- Foros de Vale de Figueira
- Nossa Senhora da Vila, Nossa Senhora do Bispo e Silveiras
- Santiago do Escoural
- São Cristóvão

## Ortnamnet
Ortens namn kommer från sammansättningen av orden Monte (Regionalism, Alentejo: "storgods") och Maior ("större"). Namnet Montemor-o-Novo är bildat i kontrast med Montemor-o-Velho, dvs ”den nya Montemor” och ”den gamla Montemor”.

## Klimatet
Klimatet är påfallande medelhavsklimat med påtagligt varma och torra sommar, då temperaturen kan överstiga 40 grader, medan vädret på vintern kan bli kallt och temperaturen understiga 0 grader.

## Sevärdheter
Kommunen är känd för sin borg från 1200-talet och för sina grottor med målningar från stenåldern.
- Gruta do Escoural (Escouralgrottan; målningar från äldre stenåldern)
- Castelo de Montemor-o-Novo (Borgen Montemor-o-Novo från 1200-talet)

## Kända personer
Johannes av Gud föddes i staden.

## Bilder

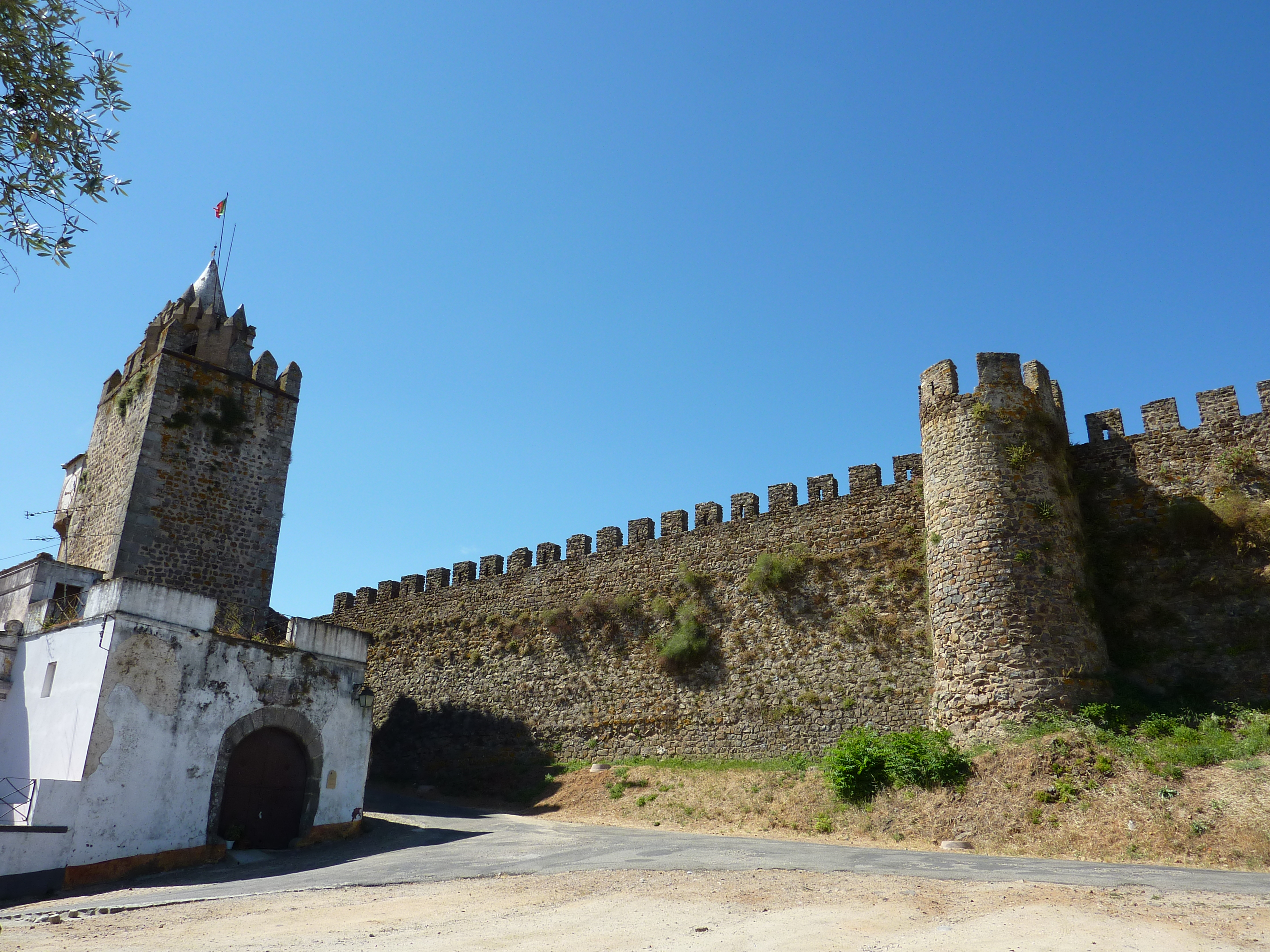
Borgen i Montemor-o-Novo
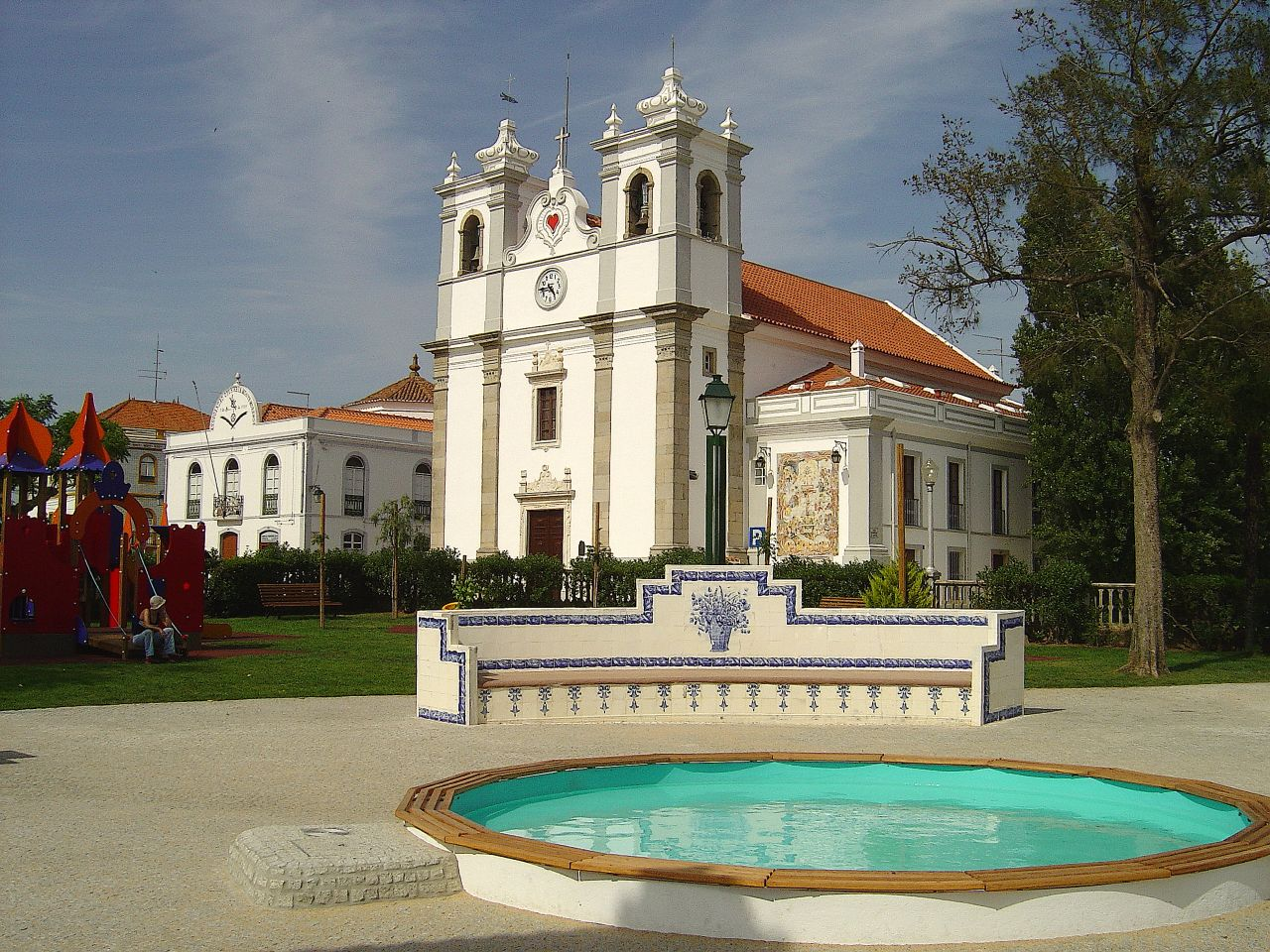
Kyrkan i Montemor-o-Novo
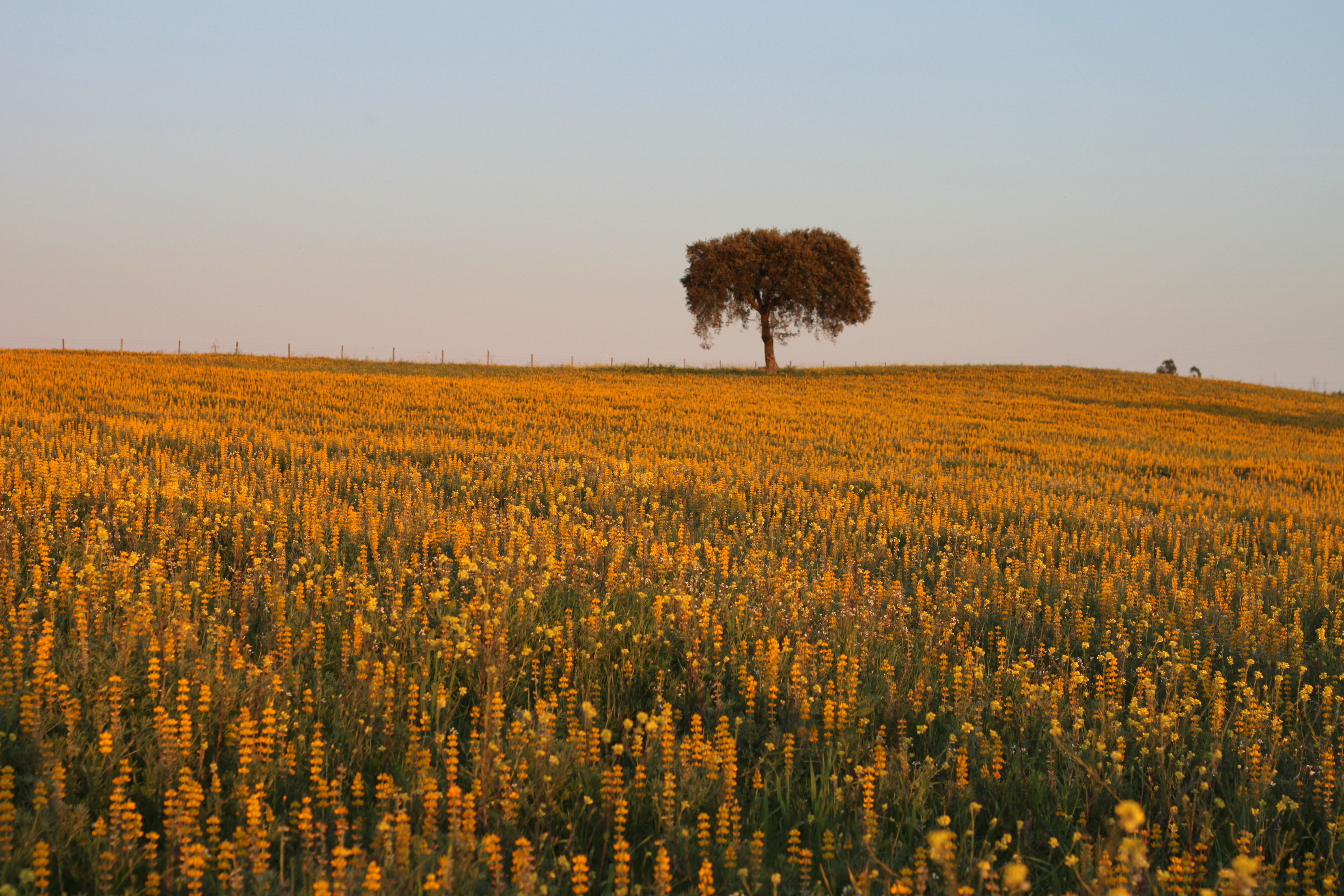
Landskapet runt Montemor-o-Novo
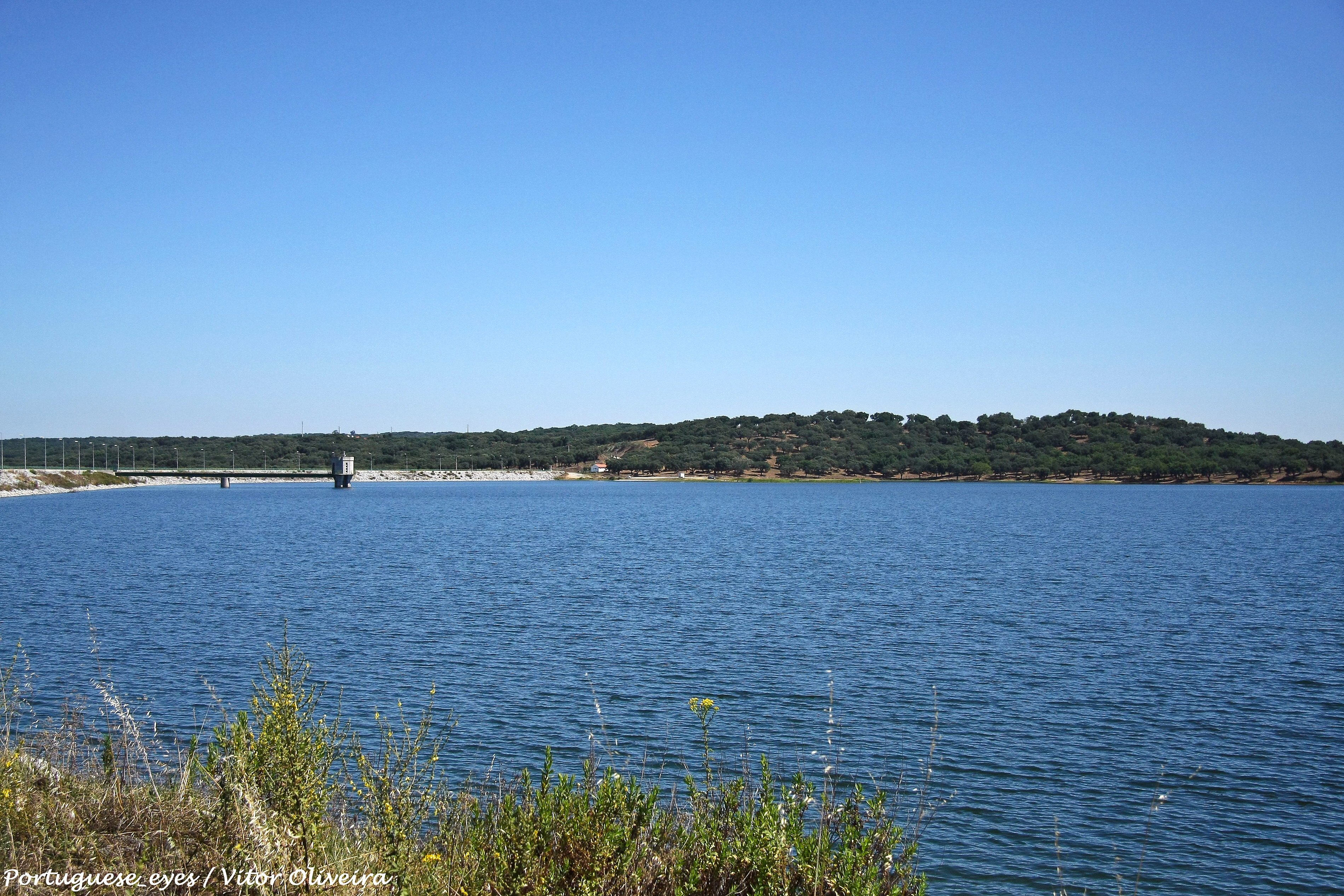
Dammanläggningen Barragem dos Minutos
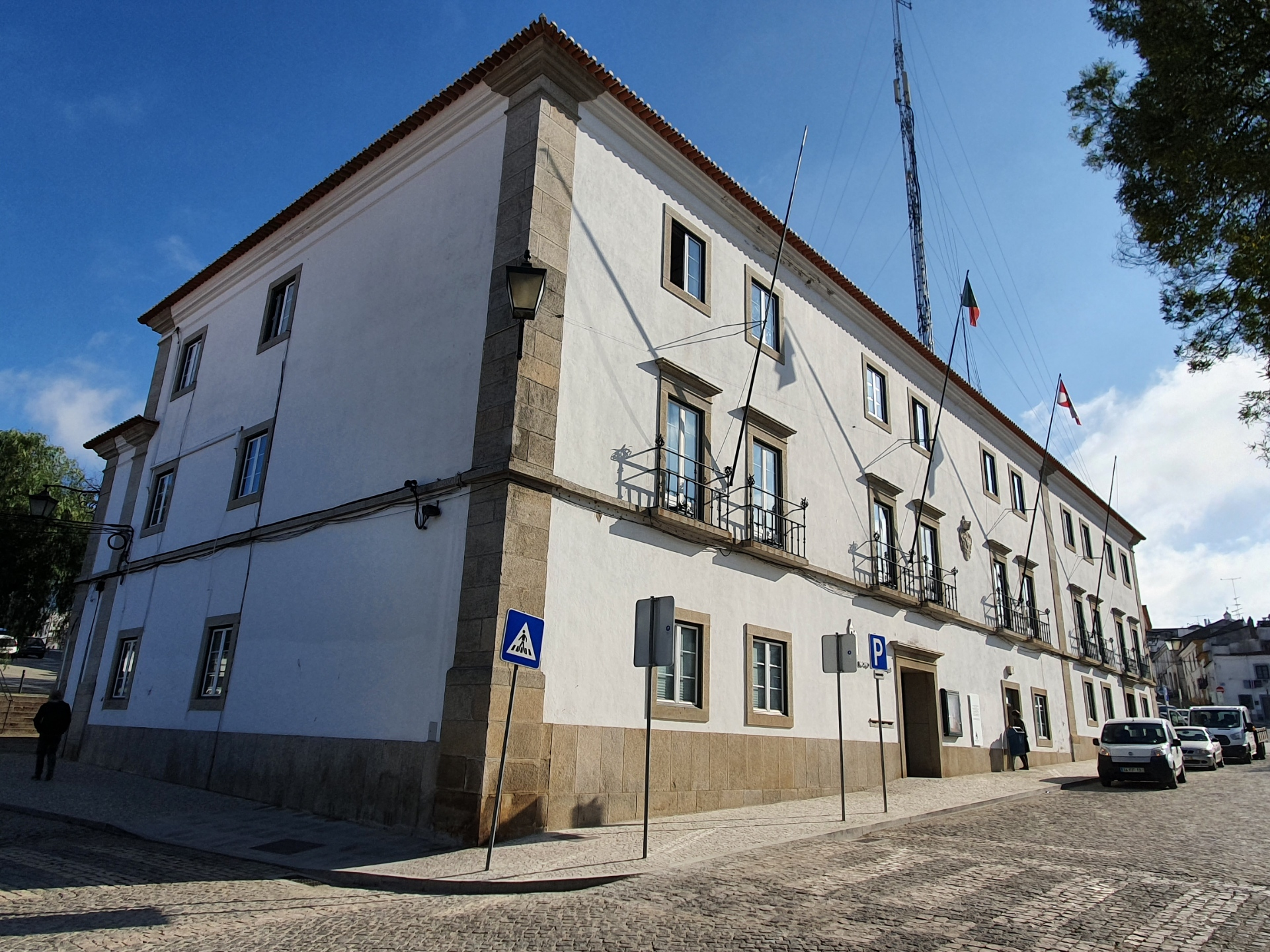
Kommunhuset i Montemor-o-Novo
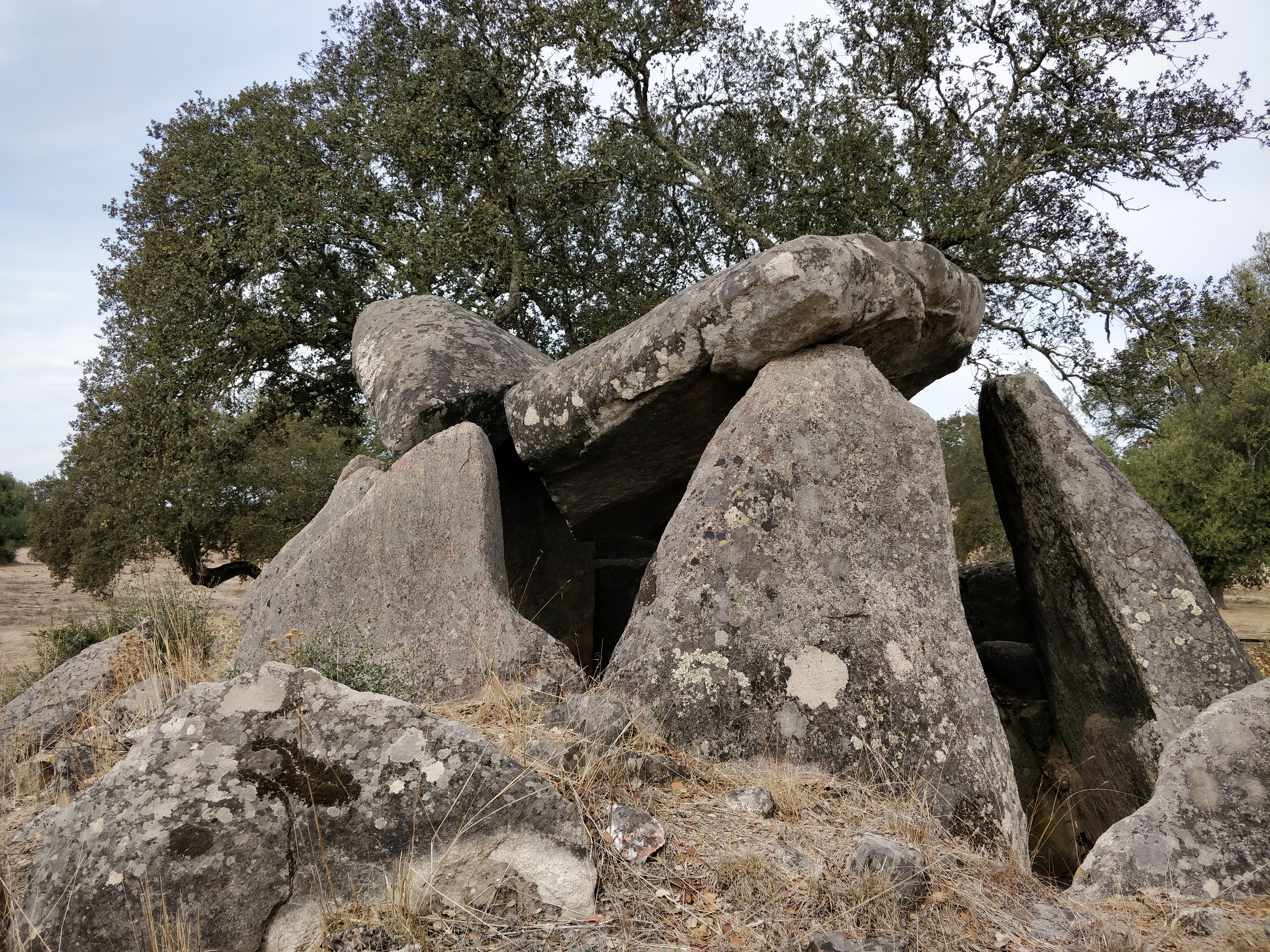
Dösen vid Comenda da Igreja